# Тесалийска армия
Тесалийската армия (на гръцки: Στρατιά Θεσσαλίας) е полева (пехотна) армия на кралство Гърция, сформирана и действала в Тесалия по време на Гръцко-турската война (1897) и Балканската война (1912).
Тя е под командването на престолонаследника принц Константин.
Тесалийската армия се създава в хода на подготвителните действия за първата гръцко-османска война в състав от две от общо трите пехотни дивизии на Гърция по това време, а именно: 1-ва пехотна дивизия под командването на генерал-майор Николаос Макрис и 2-ра пехотна дивизия под командването на полковник Георгиос Мавромихалис, които след като са мобилизирани са дислоцирани съответно в Лариса и Трикала. На 25 март 1897 г. бъдещият гръцки крал Константинос I е обявен за главнокомандващ армията на Тесалия в състав от тези две дивизии и обслужващите ги звена, а полковник Константинос Сапундзакис е назначен за негов помощник. Армията на Тесалия по това време е в състав от 36 000 пехотинци, 500 конници и 96 оръдия.
Когато военните действия избухват на 18 април 1897 г., армията на Тесалия е победена в няколко последователни битки на османо-гръцката граница, след като я преминава, а именно в битка при Фарсала и в битка при Домокос. Преди това е отбито нападението ѝ към Еласона, а Тирнавос е превзет от османците. По време на примирието от 20 май 1897 г., армията на Тесалия на практика е изтласка от Тесалия, която е заета от османската армия.
В хода на подготовката на Гърция за балканската война, в началото на есента на 1912 г., по-голяма част от гръцката армия отново е разположена в Тесалия, и отново е поставена под командването на принца Константин, този път в състав от четири мирновременни, т.е. редовни пехотни дивизии и още три новосформирани от резервисти дивизии, кавалерийска бригада и обслужващи звена, с личен състав общо около 100 000 души, от които около 80 000 ефектив.
В хода на Първата балканска война, армията на Тесалия преодолява укрепените османските позиции по протежение на границата в сражение при Сарандапоро и напредва на север навлизайки в Македония и заемайки след ениджевардарската битка и малко преди българската армия - Солун.
|  | Тази страница частично или изцяло представлява превод на страницата Army of Thessaly в Уикипедия на английски. Оригиналният текст, както и този превод, са защитени от Лиценза „Криейтив Комънс – Признание – Споделяне на споделеното“, а за съдържание, създадено преди юни 2009 година – от Лиценза за свободна документация на ГНУ. Прегледайте историята на редакциите на оригиналната страница, както и на преводната страница, за да видите списъка на съавторите. ВАЖНО: Този шаблон се отнася единствено до авторските права върху съдържанието на статията. Добавянето му не отменя изискването да се посочват конкретни източници на твърденията, които да бъдат благонадеждни. |